# Diphtheropyga niphadea
Diphtheropyga niphadea är en fjärilsart som beskrevs av Diakonoff 1952. Diphtheropyga niphadea ingår i släktet Diphtheropyga och familjen vecklare. Inga underarter finns listade i Catalogue of Life.